# El Realito, Nuevo León
El Realito är en ort i Mexiko.   Den ligger i kommunen Aramberri och delstaten Nuevo León, i den centrala delen av landet, 500 km norr om huvudstaden Mexico City. El Realito ligger 1 141 meter över havet och antalet invånare är 129.
Terrängen runt El Realito är kuperad österut, men västerut är den bergig. El Realito ligger nere i en dal. Runt El Realito är det mycket glesbefolkat, med 4 invånare per kvadratkilometer. Närmaste större samhälle är La Aldea, 4,1 km sydost om El Realito. I omgivningarna runt El Realito växer huvudsakligen savannskog.